# Tim Finn
Tim Finn, właśc. Brian Timothy Finn (ur. 25 czerwca 1952 w Te Awamutu) – nowozelandzki muzyk. Założyciel i wokalista zespołu Split Enz. W latach 1990–1992 był członkiem Crowded House, a później wraz ze swoim bratem Neilem nagrywał nowy materiał pod nazwą Finn Brothers. Odznaczony Orderem Imperium Brytyjskiego.